# 小行星25979
小行星25979（25979 Alansage）是一颗绕太阳运转的小行星，为主小行星带小行星。该小行星于2001年3月20日发现。

## 轨道参数
小行星25979的轨道半长轴为354 204 509 km，2.3676772 UA，离心率为0.104。